# یواس‌اس ساکرامنتو (۱۸۶۲)
یواس‌اس ساکرامنتو (۱۸۶۲) (به انگلیسی: USS Sacramento (1862)) یک کشتی بود که طول آن ۲۲۹ فوت ۶ اینچ (۶۹٫۹۵ متر) بود. این کشتی در سال ۱۸۶۲ ساخته شد.